# Giulio Spinola
Giulio Spinola, född 13 maj 1612 i Genua, död 11 mars 1691 i Rom, var en italiensk kardinal och ärkebiskop. Han var ärkebiskop av Lucca från 1677 till 1690.

## Biografi
Giulio Spinola var son till senator Giovambatista Spinola och Isabella Spinola. Han avlade doktorsexamen i såväl rättsvetenskap som teologi. Under påve Urban VIII blev han refendarieråd vid Apostoliska signaturan.
I januari 1658 utnämndes Spinola till titulärärkebiskop av Laodicea. Han biskopsvigdes av ärkebiskop Girolamo Buoncompagni i kyrkan San Giorgio dei Genovesi i Neapel påföljande månad. Under de närmaste åren kom han att tjäna som påvlig nuntie i Neapel och Österrike. År 1670 installerades han som ärkebiskop av Nepi och Sutri och år 1677 som ärkebiskop av Lucca.
Den 15 februari 1666 upphöjde påve Alexander VII Spinola till kardinalpräst med Santi Silvestro e Martino ai Monti som titelkyrka. Kardinal Spinola deltog i sammanlagt fem konklaver.
Giulio Spinola avled i Rom år 1691 och är begravd i kyrkan Sant'Andrea al Quirinale.

## Konklaver
Kardinal Spinola deltog i fem konklaver.
| Konklav   | Vald påve       |
| --------- | --------------- |
| 1667      | Clemens IX      |
| 1669–1670 | Clemens X       |
| 1676      | Innocentius XI  |
| 1689      | Alexander VIII  |
| 1691      | Innocentius XII |

## Bilder
| - Kardinalerna Giulio Spinolas och Giambattista Spinolas gemensamma grav i kyrkan Sant'Andrea al Quirinale i Rom. |